# Cirolana australis
Cirolana australis är en kräftdjursart som beskrevs av Keable 200. Cirolana australis ingår i släktet Cirolana och familjen Cirolanidae. Inga underarter finns listade i Catalogue of Life.